# 木津車站 (京都府)
木津車站（日语：／ Kizu eki */?）是位於京都府木津川市木津池田，屬於西日本旅客鐵道（JR西日本）的車站。本站是木津川市的代表車站，並設有開往京橋、京都、奈良和龜山四個方向的列車。

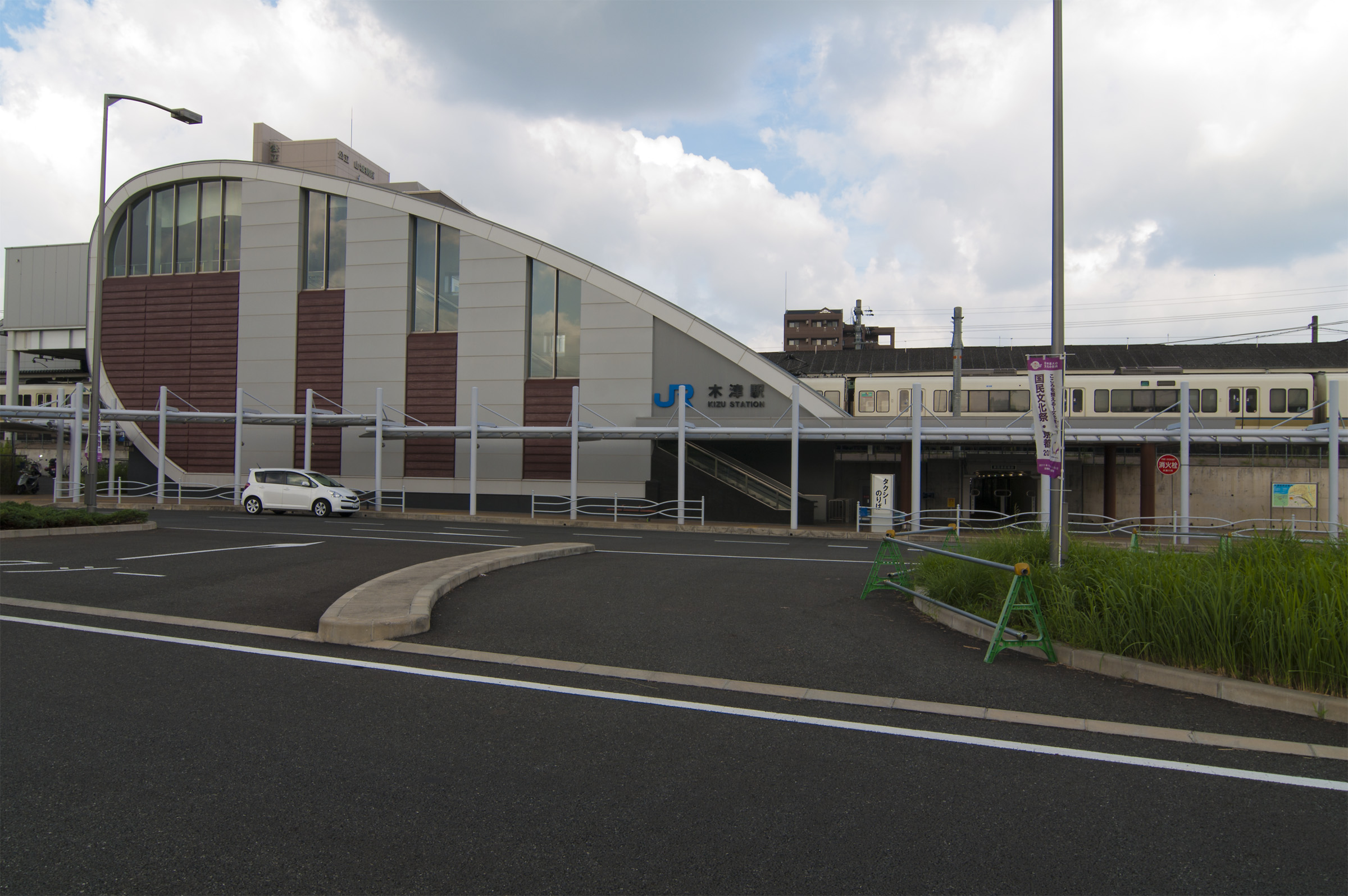
東口(2011年8月)

## 車站結構
此站為島式月台2面4線的地面車站（跨站式站房）。現今的跨站式站房於2007年（平成19年）4月1日開始共用，以獨特的流線型外觀成為木津川流經的景象。

### 月台配置
| 月台 | 路線       | 目的地                   | 備註                     |
| ---- | ---------- | ------------------------ | ------------------------ |
| 1    | 學研都市線 | 四條畷、京橋、北新地方向 | 四條畷、京橋、北新地方向 |
| 1    | 奈良線     | 宇治、京都方向           | 一部分的列車             |
| 2    | 大和路線   | 加茂、龜山方向           | 加茂、龜山方向           |
| 2    | 奈良線     | 宇治、京都方向           | 宇治、京都方向           |
| 3、4 | 大和路線   | 奈良、天王寺、大阪方向   | 奈良、天王寺、大阪方向   |
| 3、4 | 奈良線     | 奈良方向                 | 只限3號月台              |

## 使用情況
根據京都府統計書，1日平均上車人次如下表。
| 年度   | 一日平均 上車人次 |
| ------ | ----------------- |
| 1999年 | 3,197             |
| 2000年 | 3,115             |
| 2001年 | 3,090             |
| 2002年 | 3,104             |
| 2003年 | 3,082             |
| 2004年 | 3,071             |
| 2005年 | 3,096             |
| 2006年 | 3,118             |
| 2007年 | 3,211             |
| 2008年 | 3,301             |
| 2009年 | 3,241             |
| 2010年 | 3,318             |
| 2011年 | 3,342             |
| 2012年 | 3,419             |
| 2013年 | 3,556             |
| 2014年 | 3,707             |
| 2015年 | 4,123             |
| 2016年 | 4,458             |
| 2017年 | 4,674             |
| 2018年 | 4,767             |

## 相鄰車站
西日本旅客鐵道（JR西日本）
 大和路線（關西本線）
■大和路快速、■快速、■區間快速、■普通
加茂（JR-Q39）－木津（JR-Q38）－平城山（JR-Q37）
 奈良線
■京都路快速、■快速
玉水（JR-D16）－木津（JR-D19）－奈良（JR-D21）
■區間快速、■普通
上狛（JR-D18）－木津（JR-D19）－平城山（JR-D20）
 學研都市線（片町線）
■快速、■區間快速
平城山（JR-Q37）－木津（JR-Q38/JR-H18）－西木津（JR-H19）
■普通
木津（JR-H18）－西木津（JR-H19）

### 新木津站（休止時）
關西鐵道
支線（加茂方向）
加茂－新木津－祝園
支線（木津方向）
木津－新木津（－祝園）

## 外部連結
- 木津｜車站資訊：JR出門網 - 西日本旅客鐵道